# FC Orbita Minsk
El FC Orbita Minsk (en bielorruso: Футбольны Клуб «Арбіта» Мінск) fue un equipo de fútbol de Bielorrusia que jugó en la Liga Soviética de Bielorrusia, la primera división de fútbol del país.

## Historia
Fue fundado en el año 1970 en la capital Minsk y de 1974 hasta la disolución de la Unión Soviética en 1991 formó parte de la liga Premier de Bielorrusia, de la cual salió campeón en la temporada de 1984, y también ganó dos títulos de copa entre los años 1970 y años 1980.
Luego de la independencia de Bielorrusia se convirtió en uno de los equipos fundadores de la Primera Liga de Bielorrusia, de la cual descendió ese mismo año al terminar en el lugar 15 entre 16 equipos.
Tras varios años en la categoría aficionada regresa al profesionalismo en la Segunda Liga de Bielorrusia, pero termina en último lugar de su grupo y desciende, desapareciendo oficialmente a inicios de 2001, aunque continúa funcionando en divisiones menores.

## Palmarés
- Liga Soviética de Bielorrusia: 1

1984
- Copa Soviética de Bielorrusia: 2

1973, 1984